# Sentinel-1
Sentinel-1 est une série de satellites d'observation de la Terre développée par l'Agence spatiale européenne dans le cadre du programme Copernicus, dont le premier exemplaire est mis en orbite en 2014. L'objectif du programme est de fournir aux pays européens des données complètes et actualisées leur permettant d'assurer le contrôle et la surveillance de l'environnement. Les satellites Sentinel-1 constituent une des composantes spatiales de ce programme qui comprend notamment les Sentinel-2 (imagerie optique) et Sentinel-3. Les Sentinel-1 doivent fournir l'imagerie en tout temps (nuit, couverture nuageuse) permettant le suivi des banquises et de l'environnement arctique, la détection des glissements de terrain, la cartographie des forêts, des ressources en eau et des sols ainsi que le traitement des situations d'urgence (catastrophes naturelles...). Chaque satellite, d'une masse d'environ 2 300 kg, emporte une charge utile constituée par le radar à synthèse d'ouverture fonctionnant en bande C qui fournit des vues avec une résolution pouvant atteindre 5 mètres. Les satellites circulent sur une orbite héliosynchrone phasée à périgée gelé. En configuration opérationnelle, l'Agence spatiale maintient deux satellites de manière à repasser au-dessus des mêmes zones tous les 6 jours. La durée de vie minimale est de 7 ans. Les Sentinel-1 disposent d'un système de transmission de données par laser permettant de transférer celles-ci vers les satellites géostationnaires EDRS avec un débit très élevé.

## Contexte
Les satellites Sentinel-1 font partie du programme Copernicus financé par l'Union européenne qui comprend d'une part un volet spatial géré par l'Agence spatiale européenne d'autre part le recueil de données in situ organisé depuis le sol, le traitement des données ainsi que la restitution de celles-ci sous forme de services adaptés aux utilisateurs. L'objectif est de mettre à disposition des pays européens de manière normalisée et continue des informations sur le sol, les océans, le traitement de l'urgence, l'atmosphère, la sécurité et le changement climatique. Le programme est en cours de mise en place.
Le segment spatial du programme repose en 2015 sur les instruments de nombreux satellites européens aux caractéristiques hétérogènes dont le plus emblématique était ENVISAT qui a cessé ses opérations en 2012. Pour remplacer et normaliser le recueil des données l'Agence spatiale européenne a décidé de développer 7 familles de satellites ou d'instruments : 
- les satellites Sentinel-1.
- les satellites Sentinel-2 qui fournissent l'imagerie optique haute résolution permettant l'observation des sols (utilisation des sols, végétation, zones côtières, fleuves, etc.) ainsi que le traitement des situations d'urgence (catastrophes naturelles...). Le premier exemplaire a été placé en orbite en juin 2015 et le deuxième en mars 2017.
- les satellites Sentinel-3 fournissent des données optiques, radar et altimétrique sur les océans et continents. Le lancement du premier satellite Sentinel-3 a lieu en 2016.
- Sentinel-4 est constitué par des instruments embarqués comme charge utile sur les satellites météorologiques géostationnaires Météosat de Troisième Génération (MTG) de EUMETSAT. Ils fournissent des données sur la composition de l'atmosphère. Le premier doit être lancé en 2025.
- Sentinel-5 : ces instruments fournissent également des données sur la composition de l'atmosphère. Ils doivent être embarqués comme charge utile sur les satellites météorologiques polaires MetOp de deuxième génération (EPS-SG) développés par EUMETSAT. Le premier satellite doit être lancé en 2025.
- les satellites Sentinel-6 ou Jason CS (pour Jason Continuity) qui est une famille comprenant deux satellites d'altimétrie satellitaire océanographique développés par l'Agence spatiale européenne. Le lancement du premier satellite, surnommé Michael Freilich en la mémoire de l'océanographe décédé en août 2020, a eu lieu le 21 novembre 2020 à partir du lanceur Falcon 9 de la société SpaceX. Le second est prévu pour 2026.

## Développement du programme
Le contrat de fabrication du premier Sentinel-1 d'un montant de 229 M€ est attribué le 18 juin 2007 à Thales Alenia Italie. Le 12 mars 2010, un deuxième contrat de 270 millions € est passé entre Thales Alenia et l'Agence spatiale européenne pour la construction du second satellite Sentinel-2 ainsi que les satellites Sentinel-3. l'ESA confie le 16 décembre 2010 la mise en orbite de Sentinel-1a à la société Arianespace qui utilisera un lanceur Soyouz tiré depuis la base de Kourou. En juillet 2013 l'assemblage de Sentinel-1 s'achève et les premiers tests thermiques sont réalisés à Rome dans les locaux de Thales Alenia Italie. Fin novembre débutent de nouveaux tests acoustiques, de vibrations sont réalisés dans les locaux de la société à Cannes puis fin février le satellite est transporté par avion jusqu'à la base de lancement de Kourou.

## Objectifs
Les satellites Sentinel-1 ont pris le relais des missions ENVISAT et ERS en fournissant des images quelle que soit la couverture nuageuse et de jour comme de nuit.
Les données seront utilisées dans les domaines de l'environnement, de la climatologie, de l'hydrologie, du transport, de l'économie et de la sécurité. Celles-ci sont ensuite utilisées pour créer des images et des cartes en temps quasi réel (avec un délai d'une heure environ) afin d'anticiper des événements météorologiques extrêmes, de faiciliter. La recherche est aussi un champ d'application. Les données issues des Sentinel-1 sont utilisées pour étudier la banquise, les calottes glaciaires continentales et les glaciers. Le radar peut également faire la distinction entre la glace de mer vieille de moins d'un an, plus mince, et la glace pluriannuelle beaucoup plus épaisse, qui rend la navigation arctique impossible. Les données peuvent être utilisées pour détecter les déversements de pétrole et d’autres contaminants environnementaux.

## Caractéristiques techniques
Sentinel-1 est un satellite parallélépipédique de long de 3,4 m avec une section de dimension maximale 1,3 x 1,3 m en position repliée. Sa masse au lancement est de 2 300 kg dont 945 kg pour le radar (y compris le radar) et 154 kg d'ergols. Le satellite utilise la plateforme standardisée PRIMA (Piattaforma Italiana Multi Applicativa) développé par Thalès-Aliena Italie pour les satellites COSMO-SkyMed et RADARSAT-2. Le satellite est stabilité 3 axes. La détermination de l'orientation est obtenue grâce à des viseurs d'étoiles , des senseurs solaires, deux centrales à inertie redondantes et des accéléromètres. Pour modifier son orientation, le satellite a recours à quatre roues de réaction trois magnéto-coupleurs et à 12 petits propulseurs. Le satellite a connaissance de sa position dans l'espace avec une précision inférieure à 10 mètres et de son orientation avec une précision de 0,10 microrad.
Les panneaux solaires orientables sont constitués de cellules photovoltaïques à l'arséniure de gallium triple jonction. Ils fournissent 4,8 kW en fin de vie. L'énergie est stockée dans des batteries Li-ion d'une capacité de 324 ampères-heures. Le satellite dispose d'une capacité de stockage des données de 1,4 térabits. Les échanges de données se font en bande X avec un débit de 600 mégabits par seconde. Les télécommunications peuvent également se faire par voie optique (laser) en passant par les relais assurés par les satellites EDRS placés en orbite géostationnaire. L Le satellite est conçu pour une durée de vie minimale de 7,25 ans avec un objectif de 12 ans.

### Instrument C-SAR
C-SAR est un radar à synthèse d'ouverture fonctionnant en bande C qui peut recueillir des données selon 4 modes :
- mode interférométrique : la largeur des vues (fauchée) est de 250 km et la résolution est de 5×20 m
- mode vagues : des images de 20×20 km avec une résolution de 5×5 sont prises tous les 100 km
- mode cartographique de bandes avec une fauchée de 80 km et une résolution de 5×5 m
- mode fauchée de grande largeur : les prises de vue se font sur une largeur de 400 km avec une résolution de 20×40 m.

## Déroulement de la mission

### Lancements
- le premier satellite de la série, Sentinel-1a est placé en orbite par un lanceur Soyouz tiré le 3 avril 2014 depuis la base de Kourou[12].
 Mais il a failli être détruit dès son lancement par un gros débris spatial : le satellite américain AcrimSat, tombé en panne en décembre précédent, qui le frôle à moins de 20 mètres[13]. Plus tard, le 23 août 2016, le satellite dévie mystérieusement de sa trajectoire et sa production d'électricité chute drastiquement de 5% ; il a été heurté par un débris de masse estimée à 0,2 gramme d'une taille d'environ un centimètre[14].
- le deuxième satellite de la série, Sentinel-1b est placé en orbite le 25 avril 2016. À la suite d'une panne électrique en décembre 2021, le satellite est déclaré hors service en aout 2022[15]. Sa désorbitation est prévue plus tard. Cette panne conduit l'ESA à avancer la date de lancement du troisième satellite de la série[16], Sentinel-1C, au 5 décembre 2024.

| Désignation | Date de lancement | Lanceur  | Identifiant COSPAR | Commentaire                    | Statut |
| ----------- | ----------------- | -------- | ------------------ | ------------------------------ | ------ |
| Sentinel-1A | 3 avril 2014      | Soyouz   | 2014-016A          |                                | Succès |
| Sentinel-1B | 25 avril 2016     | Soyouz   | 2016-025A          | En panne depuis décembre 2021. | Succès |
| Sentinel-1C | 5 décembre 2024   | Vega C   | 2024-235A          | Remplace 1B                    | Succès |
| Sentinel-1D | NET Novembre 2025 | Ariane 6 |                    |                                | Prévu  |

### Orbite et périmètre couvert
L'orbite des satellites Sentinel-1 est en grande partie polaire. C'est une orbite héliosynchrone à 693 km d’altitude. Le Sentinel-1A a un cycle de répétition orbital de 12 jours et 175 orbites par cycle. Avec son jumeau Sentinel-1B, lancé le 25 avril 2016, les deux satellites partageront un même plan de cette orbite polaire avec un déphasage de 180°. Le cycle de répétition est alors divisé par deux (6 jours).
Avec les deux Sentinel-1, toute la surface de la Terre est couverte et chaque point distinct est aperçu au minimum une fois tous les six jours.

### Documents de référence
- (en) ESA Sentinel-1 Team, Mission requirements document for the European radar Observatory Sentinel-1, ESA, juillet 2005, 31 p. (lire en ligne)Cahier des charges des satellites Sentinel-1

### Vidéos
- Sciences et Avenir & ESA Sentinel-1